# AmayaOS
AmayaOS es un sistema operativo de código abierto actualmente en desarrollo que se centra específicamente en funcionar en ordenadores de bajos recursos. AmayaOS está basado en FreeNOS un sistema operativo educativo creado en 2009, aunque desde la primera versión de AmayaOS el desarrollo es independiente respecto a FreeNOS.

## Características
- Soporte de los sistemas de archivos Ext2, LINN, TMPFS (Sistema de archivos temporal) y PROCFS (De gestión de procesos).
- AmayaOS es un sistema operativo que funciona desde un LiveCD o LiveUSB.
- Soporte de algunos dispositivos, entre ellos, VGA, teclado, serie i8250 y controladores de host PCI. También soporta la gestión del tiempo UNIX.
- AmayaOS soporta entre otras las bibliotecas libposix, libc, libteken y libexec.[2]

## Historia
- El proyecto AmayaOS comenzó en 2014 basado en FreeNOS que lleva obsoleto desde el año 2010.
- A partir de la versión 0.09 AmayaOS soporta la arquitectura x86 64.